# Sant'Antioco
Sant'Antioco o, en sardo y cooficialmente, Santu Antiogu, es un municipio de Italia de 11.811 habitantes en la provincia de Cerdeña del Sur, región de Cerdeña. Se sitúa en la isla homónima, en la subregión de Sulcis-Iglesiente, sudoeste de Cerdeña. El nombre del municipio proviene de su santo patrón, San Antíoco de Sulcis.

## Geografía

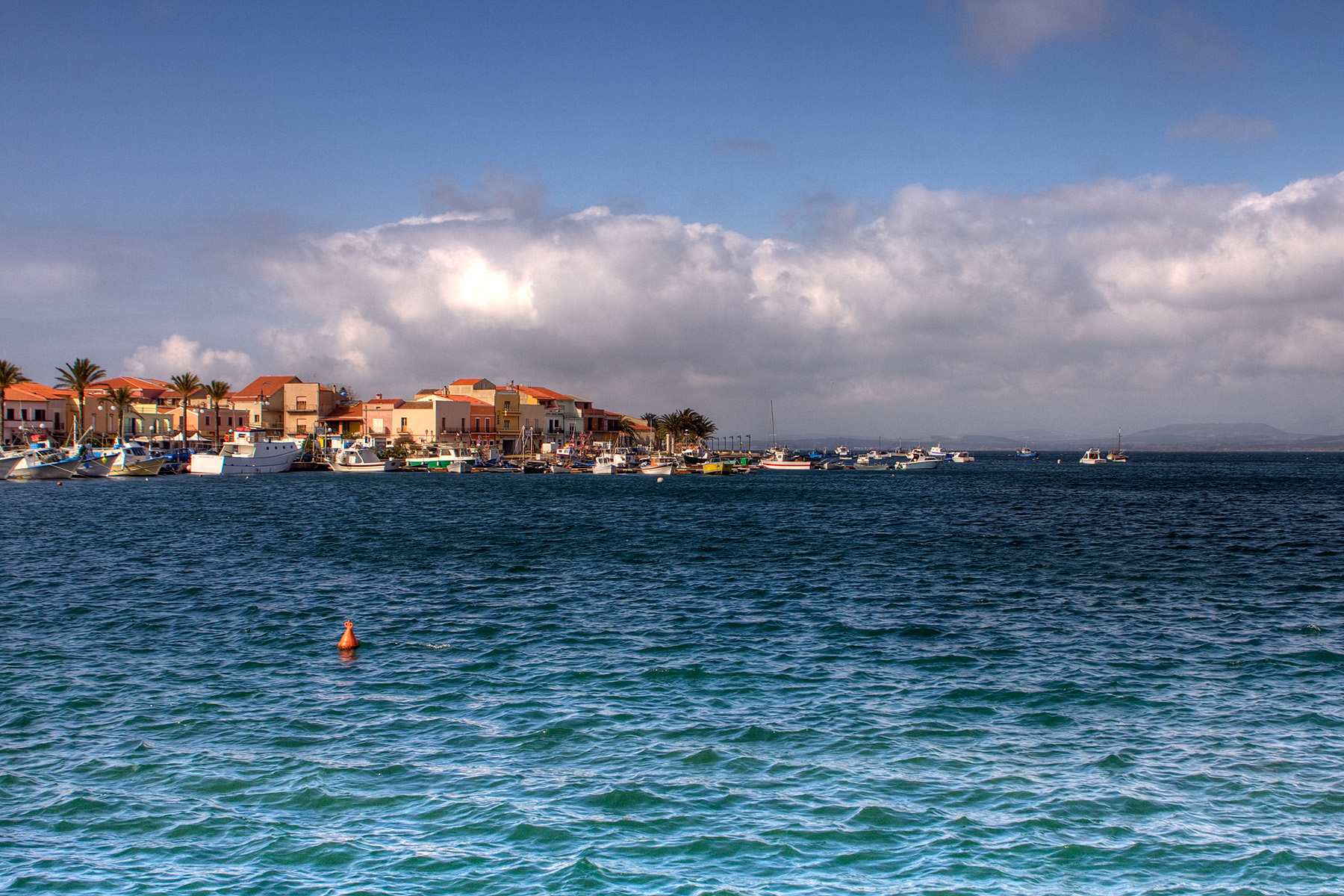
Sant'Antioco.

La isla de Sant'Antioco es la mayor de las islas sardas con sus 109 km², la cuarta de Italia en extensión, sólo superada por Sicilia, Cerdeña y Elba. Se sitúa a 84 kilómetros de Cagliari y está unida a la isla de Cerdeña por un istmo artificial. El territorio de la isla está dividido entre los municipios de Sant'Antioco, el más poblado y que surge sobre las ruinas de la antigua ciudad fenicio-púnica de "Sulci", y Calasetta, segundo centro habitado más importante de la isla.
La isla está rodeada de dos islotes deshabitados, llamados Il Toro el más lejano y La Vacca el más cercano a la costa, afianzado este último sobre un escollo llamado Il Vitello.

## Lugares de interés
- Museos. Se encuentra el Museo Etnográfico "Su Magasinu 'e su Binu" y el Museo Arqueológico "Ferruccio Barreca".
- Religiosos. Basílica de Sant'Antioco, paleocristiana.
- Arqueológicos. Menhires: "Su Para" y "Sa Mongia". Nuragas: "S'Ega De Marteddu", y complejo nurágico "Grutti Acqua". Tumbas de los gigantes: "Su Nidu" y "Su Crobu". Santuarios fenicios: "Tophet".
- Ponti Mannu, antiguo puente romano del siglo II-III.

## Evolución demográfica
| Gráfica de evolución demográfica de Sant'Antioco entre 1861 y 2001 |
|                                                                    |
| Fuente ISTAT - Elaboración gráfica de Wikipedia                    |

## Galería

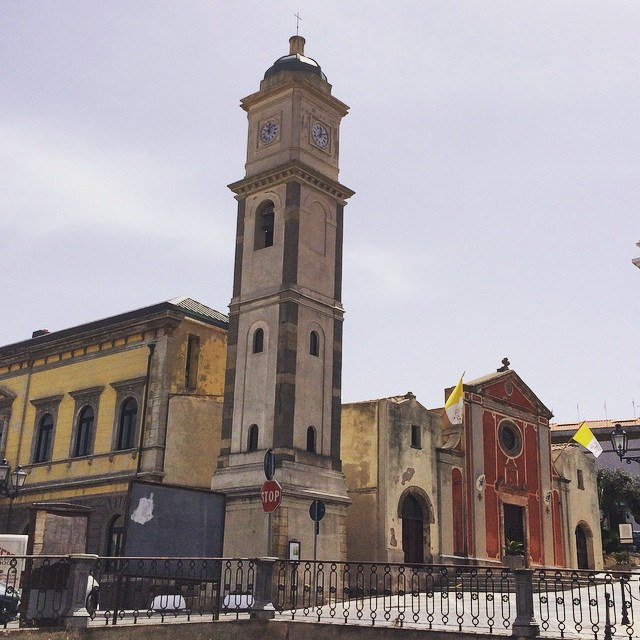
Basílica de Sant'Antioco Martir
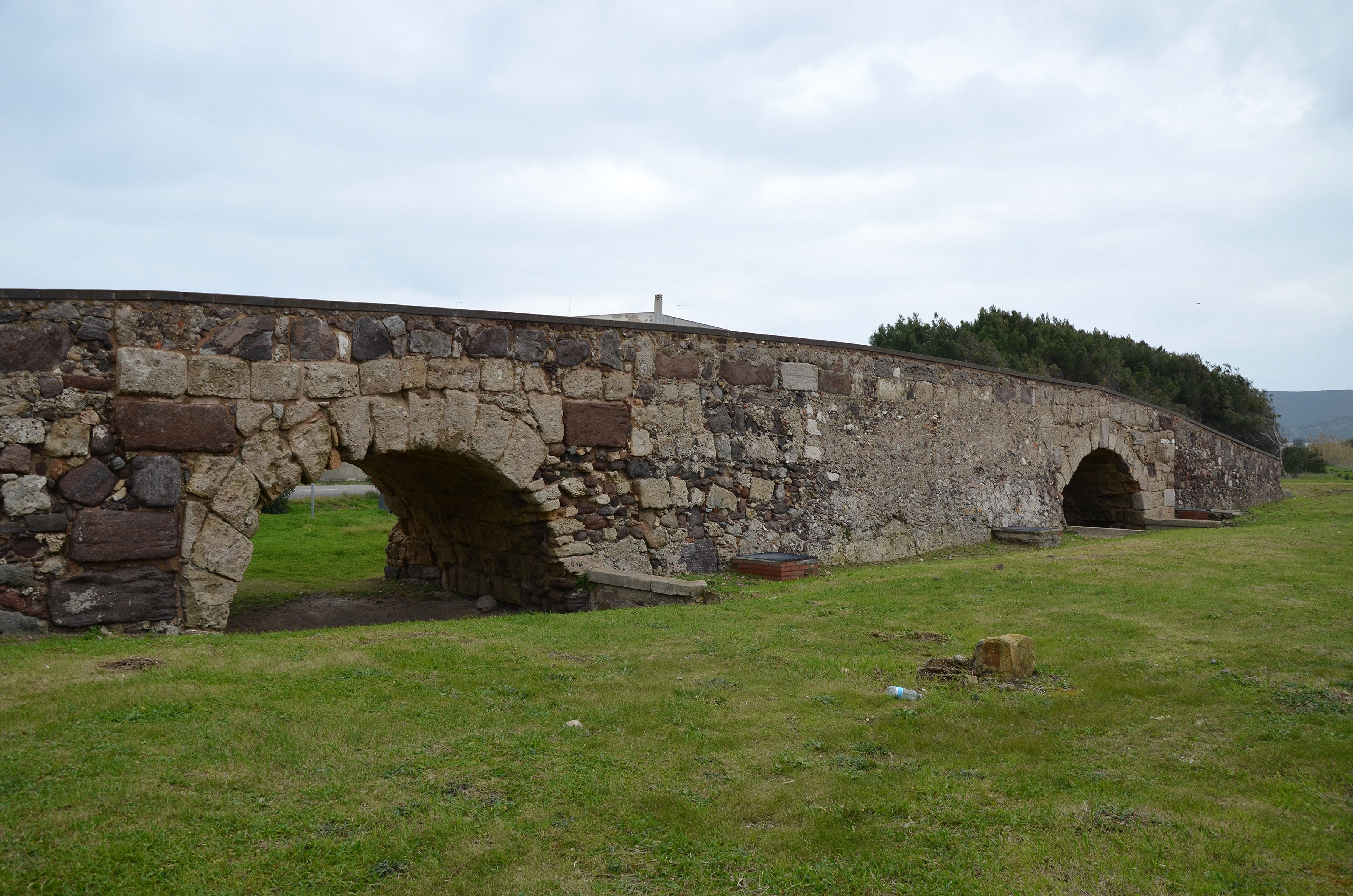
Puente romano
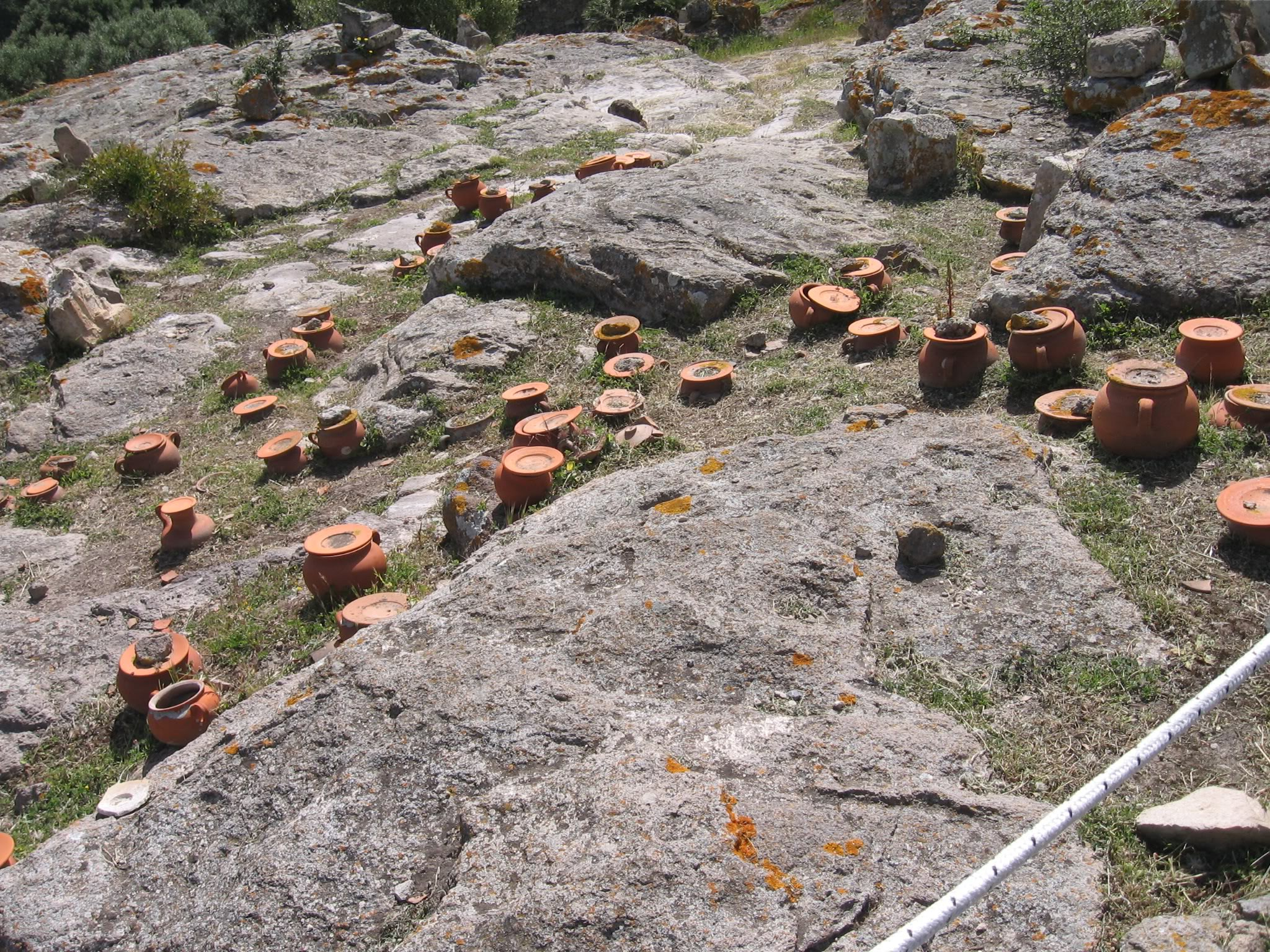
Santuario fenicios: Tophet
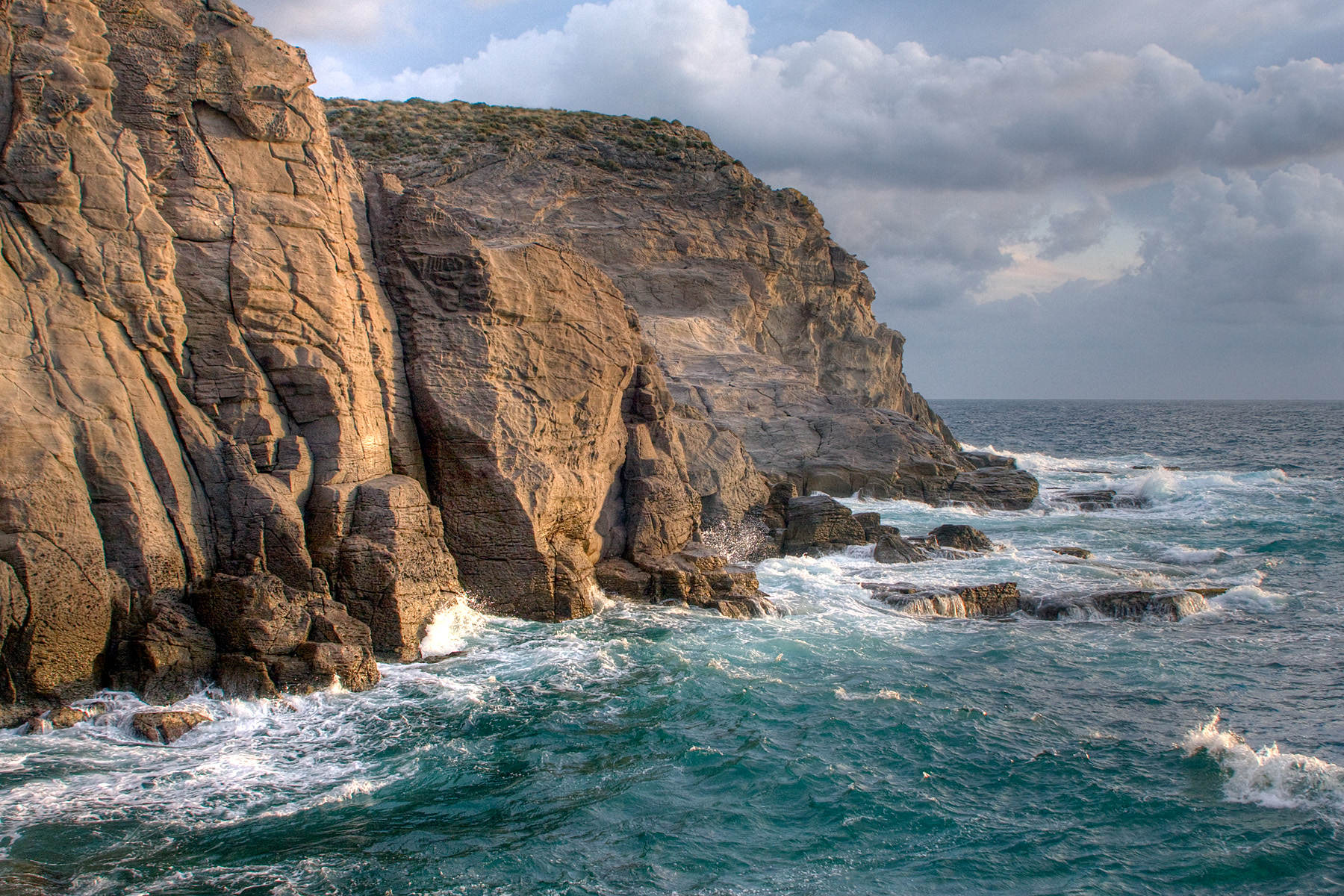
Acantilados

- Datos: Q286709
- Multimedia: Sant'Antioco (comune, Italy) / Q286709

1. ↑  Worldpostalcodes.org, código postal n.º 09017.
2. ↑  «Codici Catastali». Comuni-italiani.it (en italiano). Consultado el 29 de abril de 2017.